# التأقلم مع تغير المناخ في جرينلاند

علم جرينلاند

يُعتبر التأقلم مع التغير المناخي في جرينلاند مسألة مُلحّة. يصف مصطلح التغير المناخي التغيرات طويلة الأمد في نظام المناخ. رُصد ارتفاع حاد في درجات الحرارة العالمية منذ خمسينيات القرن العشرين. يؤثر تغير المناخ سواء كان طبيعيًا أو نتيجة للنشاطات البشرية على قوت الناس حول العالم، وبعبارة أخرى ستصبح طرق التأهب والتكيف مع تعرُّضية (عدم القدرة على تحمل آثار ظرف أو بيئة معادية) هذا التغير مهمة. وتُناقش طرق الاستجابة التي تحددها اللجنة الدولية للتغيرات المناخية (آي بّي سي سي) عادة تحت مصطلح التّأقلم، وهو «عملية التكيف مع المناخ الحالي أو المُتوقع وآثاره».
تقع جرينلاند بين المحيط المتجمد الشمالي والمحيط الأطلسي، ويقع ثلث جزيرة جرينلاند شمال الدائرة القطبية الشمالية. بدأت درجة حرارة القطب الشمالي بالارتفاع منذ منتصف القرن العشرين بمقدار ضعفي المعدل العالمي. تضع درجات الحرارة المرتفعة ضغطًا متزايدًا على أنواع أشجار ونباتات معينة، وتساهم في إذابة الغطاء الجليدي في جرينلاند، وهذا يؤثر على مصادر عيش (قوت) سكان جرينلاند ويغيرها، وبشكل خاص شعب الإنويت أو الأسكيمو الذين يشكلون 80% من عدد السكان الكلي. إلى جانب انخفاض مخزون الأسماك، فإن المشهد في حالة متغيرة في جرينلاند إذ يكشف ذوبان الثلوج عن المعادن، والنفط، والغاز. وهذا ما جذب اهتمام المستثمرين المحليين والخارجيين لاستخراج الموارد المحتملة. ولأن الصناعات الجديدة تؤمن فرص عمل جديدة وثروة محتملة، فإنّ أنماط الحياة تتغير. تمر جرينلاند بفترة انتقالية، من حيث الظروف الفيزيائية الحيوية والثقافية والاجتماعية.

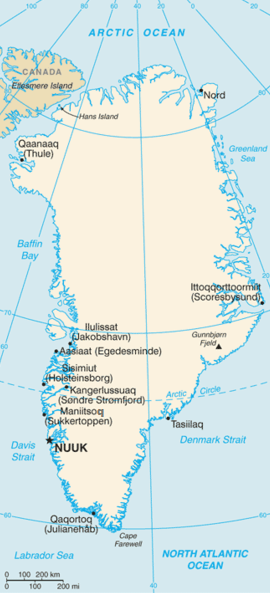
خريطة جرينلاند

## التغيرات والتطورات

### الفيزيائية الحيوية
تتعرض جرينلاند إلى مستويات عالية من التقلبات في بيئتها الطبيعية بسبب موقعها الجغرافي والأنماط المناخية العالمية مثل تذبذب شمال محيط الأطلسي والنشاط البركاني. يعد الغطاء الجليدي في جرينلاند ثاني أكبر غطاء جليدي في العالم، وبالتالي سيؤثّر ذوبانه بشكل كبير على نطاق عالمي. وبلغت الخسارة التراكمية لجليد جرينلاند وفقًا للوكالة الأوروبية للبيئة من عام 1992 حتى عام 2015، 3600 غيغا طن، وساهمت بارتفاع مستوى سطح البحر بنحو 10 ميليمتر تقريبًا. سيؤدي احترار المحيطات المتوقع وارتفاع مستوى سطح البحر إلى تآكل الساحل (التعرية البحرية)، وذوبان التربة الصقيعية، وتناقص سُمْك الجليد البحري. أكثر المناطق المتأثرة في جرينلاند هي المناطق ذات الكثافة السكانية العالية.

### الاقتصادية الاجتماعية
بلغ تعداد سكان جرينلاند 57,713 نسمة في يوليو من عام 2017، ومن المتوقع أن ينخفض هذا الرقم حتى 54,800 نسمة بحلول عام 2030. من الناحية التاريخية، لا يُعتبر انتقال سكان جرينلاند المصاحب للتغيرات في الظروف الاجتماعية أمرًا غريبًا بالنسبة لهم. دُفعت الانتقالات المسجلة بالمرتبة الأولى من قبل البحث عن الموارد (على سبيل المثال، الفقمات وسمك القُد). كان لتغير المناخ في بدايات القرن الحادي والعشرين تأثيرًا غير مسبوق على جرينلاند. سمح ذوبان الغطاء الجليدي بالوصول السهل للنفط، والغاز والمعادن، والتي يخلق استثمارها فرصًا اقتصادية جديدة. ترتبط إمكانية الوظائف الجديدة، والقوة الشرائية، وطرق الشحن الجديدة، والدخول المحتمل في نظام السوق العالمي، بإمكانية الحصول على حرية أكبر من طرف الدنمارك. وهذا ما يشكل عقبة في وجه النظرة التفاؤلية المعروضة سابقًا، تشكل تعددية سوق السلع العالمي تهديدًا محتملًا أيضًا.
بالإضافة إلى إمكانية التطور السياحي الذي يأتي مصحوبًا بالعديد من التحديات، يوفّر ذوبان الثلوج في جنوب جرينلاند فرصًا إضافية للرعي بالنسبة للمزارعين. لكن هنالك قلق بين القرى الصغيرة التي تعتمد بشكل خاص على الصيد واصطياد الأسماك (مجتمعات الأسكيمو بشكل خاص)، إذ سيؤدي تغير المناخ إلى نهاية أنماط حياتهم التقليدية.

### السياسية
ما تزال جرينلاند تعتمد على مملكة الدنمارك منذ استعمارها عام 1721 على الرغم من حصولها على المزيد من الاستقلال (الحكم الذاتي). أُسست حكومة الاستقلال الداخلي في جرينلاند عام 1971، وحصلت على المزيد من الحقوق في عام 2009، ما دفع جرينلاند باتجاه الحكم الذاتي. تعتمد الحكومة من الناحية المالية على الدنمارك التي تزود جرينلاند بـ60% من الميزانية السنوية. واحدة من أكبر التحديات التي تواجه جرينلاند هي ضمان أنماط حياة حديثة تُقدّم بشكل أساسي بواسطة عمليات التصنيع وإطلاقها عن طريق صيد السمك المكثف أثناء البحث عن خلق ثروة اقتصادية واستقلال أكبر. تدعم حكومة الاستقلال الداخلي وتشجع الفرص الناشئة في الصناعات بشكل كبير، والتي تعتمد على الاستخراج للسبب المذكور سابقًا، وربما لرغبتها بالانعتاق من الدعم المالي الدنماركي بالكامل. قدّرت مصلحة المساحة الجيولوجية في الولايات المتحدة الأمريكية المركبات الهيدروكربونية المحجوزة تحت سطح جرينلاند بمجموع كلي يبلغ 141 مليار برميل (تقريبًا 13% من نفط العالم غير المُكتشف، و 30% من الغاز الطبيعي غير المُكتشف). نشرت حكومة جرينلاند عام 2009 تخمينًا لدورة حياة (مراحل) إنتاج الألمنيوم في مَصهر ألكوا. وخُطط لبناء مَصهر للألمنيوم في مدينة مانيتسوك. بالإضافة إلى ذلك، قررت الحكومة في عام 2013 فك الحظر عن استخراج المعادن المُشعة مثل اليورانيوم.

## آلية التأقلم

### وجهات نظر حول التكيف
من أجل تعريف وإنجاز إجراءات فعالة في التأقلم، يجب أخذ التطورات الحالية بعين الاعتبار، مثل التغير الديموغرافي وغيرها من العوامل التي لا تتعلق بالمناخ في وقت واحد. بيّن برنامج تقييم ومراقبة القطب الشمالي، وهو مجموعة عمل لمجلس القطب الشمالي في دراسة أجراها، الفرق بين التدابير طويلة وقصيرة الأمد المُتخذة بهدف التأقلم، بالإضافة إلى الخيارات التي تركّز على المناخ والخيارات التي تركز على التعرُضية (عدم القدرة على تحمل آثار ظرف أو بيئة معادية). يمكن أن تركز تدابير التأقلم على المدى القصير على التحديات الفورية التي تسببها الظواهر الجوية العنيفة المتزايدة، مثل تساقط الأمطار الغزيرة أو ذوبان التربة الصقيعية (التركيز على المناخ). أما بالنسبة للمدى الطويل، فيجب الأخذ بعين الاعتبار التطورات الأخرى مثل آثار التغيرات الديموغرافية، والاجتماعية، والاقتصادية، عند تحديد مدى تأثير تغير المناخ على السكان (التركيز على التعرّضية).

### إجراءات التأقلم

#### حكومة جرينلاند
وصف وزير المالية والموارد المعدنية والشؤون الخارجية فيتوس كيوكيتسوك في جرينلاند في مؤتمر الأمم المتحدة للتغير المناخي عام 2015 التأقلم مع التغير المناخي في جرينلاند أنه أولوية سياسية. وأكّد على أهمية مزج معرفة وخبرة شعب الأسكيمو للحصول على فهم شامل للتغيرات المناخية المستمرة. يشكّل موقع الحكومة «مناخ جرينلاند» وسيلة لإيجاد المنظمات ذات الصلة أو أصحاب المصالح، بالإضافة لمعلومات حول تأثير تغير المناخ على جرينلاند، وكيفية استجابة البلد له، وهو يركّز على أربعة أركان «المواطن»، و«التجارة»، و«البلدية»، و«التعليم». يُعرّف التأقلم مع المناخ بأنه «الاستعداد للتحديات الناتجة عن تغير المناخ والإمكانيات والتحديات المرتبطة به». تنشر الحكومة تقاريرًا حول التأقلم مع قطاعات مثل مصائد الأسماك، والصيد، والسياحة. أُنشئ في عام 2009 مركز أبحاث مناخ جرينلاند في العاصمة نوك. تلقى المركز منحة قدرها 35 مليون كرونة دنماركية من وزارة العلوم والتكنولوجيا والابتكار الدنماركية. يهدف المركز إلى دراسة تأثير تغير المناخ على جرينلاند والقطب الشمالي وعواقبه على الطبيعة والمجتمع. يرتبط مركز أبحاث مناخ جرينلاند مع معهد جرينلاند للموارد الطبيعية وجامعة جرينلاند في إليسماتيسارفيك.